# Manchuela conquense
La Manchuela Conquense es una comarca castellana del sureste de la provincia de Cuenca. Forma parte de la comarca de la Manchuela junto a la Manchuela albaceteña. Los municipios de la Manchuela conquense pertenecen a los partidos judiciales de Motilla del Palancar y San Clemente. Es una de las comarcas en que la Diputación Provincial de Cuenca divide la provincia. Paralelamente, existe una mancomunidad llamada ADIMAN (Asociación para el Desarrollo Integral de la Manchuela Conquense), que agrupa a la mayoría de los municipios de la Manchuela conquense (aunque sus límites varían respecto de los de la Diputación).
ADIMAN tiene su sede en Casasimarro.

## Municipios

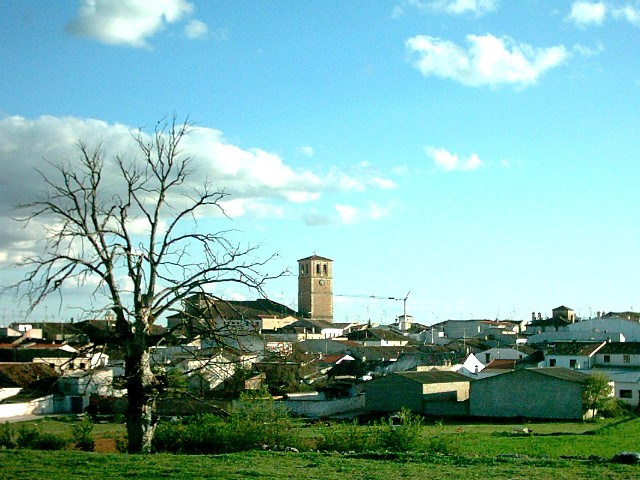
Vista general de Campillo de Altobuey.

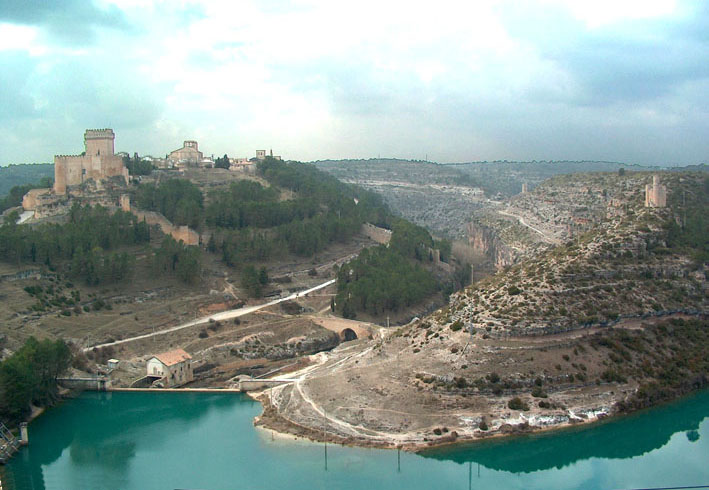
Vista general de Alarcón.

| Municipio                  | Población | Superficie | Densidad |
| -------------------------- | --------- | ---------- | -------- |
| Alarcón                    | 151       | 119,96     | 1,26     |
| Buenache de Alarcón        | 454       | 64,16      | 7,08     |
| Campillo de Altobuey       | 1246      | 172,41     | 7,23     |
| Casas de Benítez           | 816       | 46,76      | 17,45    |
| Casas de Guijarro          | 119       | 8,20       | 14,51    |
| Casasimarro                | 3089      | 49,62      | 62,25    |
| Castillejo de Iniesta      | 129       | 27,70      | 4,66     |
| Gabaldón                   | 170       | 84,10      | 2,02     |
| Graja de Iniesta           | 354       | 28,22      | 12.54    |
| El Herrumblar              | 690       | 46,10      | 14,97    |
| Hontecillas                | 62        | 34,70      | 1,79     |
| Iniesta                    | 4355      | 232,30     | 18,75    |
| Ledaña                     | 1562      | 65,48      | 23,85    |
| Minglanilla                | 2237      | 109,64     | 20,40    |
| Motilla del Palancar       | 5964      | 73,89      | 80,71    |
| Olmedilla de Alarcón       | 142       | 38,31      | 3,71     |
| El Peral                   | 633       | 85,84      | 7,37     |
| La Pesquera                | 209       | 72,30      | 2,89     |
| El Picazo                  | 660       | 24,90      | 26,51    |
| Pozorrubielos de la Mancha | 191       | 73,58      | 2,60     |
| Puebla del Salvador        | 185       | 48,09      | 3,85     |
| Quintanar del Rey          | 7616      | 79,92      | 95,29    |
| Sisante                    | 1619      | 134,36     | 12,05    |
| Tébar                      | 292       | 130,06     | 2,25     |
| Valhermoso de la Fuente    | 46        | 32,12      | 1,43     |
| Valverdejo                 | 95        | 32,47      | 2,93     |
| Villagarcía del Llano      | 719       | 116,84     | 6,15     |
| Villalpardo                | 993       | 31,49      | 31,53    |
| Villanueva de la Jara      | 2280      | 156,07     | 14,61    |
| Villarta                   | 808       | 25,62      | 31,54    |

## Situación
La Manchuela conquense se sitúa en el sureste de la provincia. Limita al norte con las comarcas de Serranía Media-Campichuelo y Serranía Baja, al oeste con la Mancha de Cuenca, al este con la comarca de Requena-Utiel y al sur con la Manchuela albaceteña y con la Mancha del Júcar-Centro. Por la comarca pasa el río Júcar. Su situación estratégica como puerta del Levante ha hecho que pase por aquí la A-3 y la A-31.

## Demografía

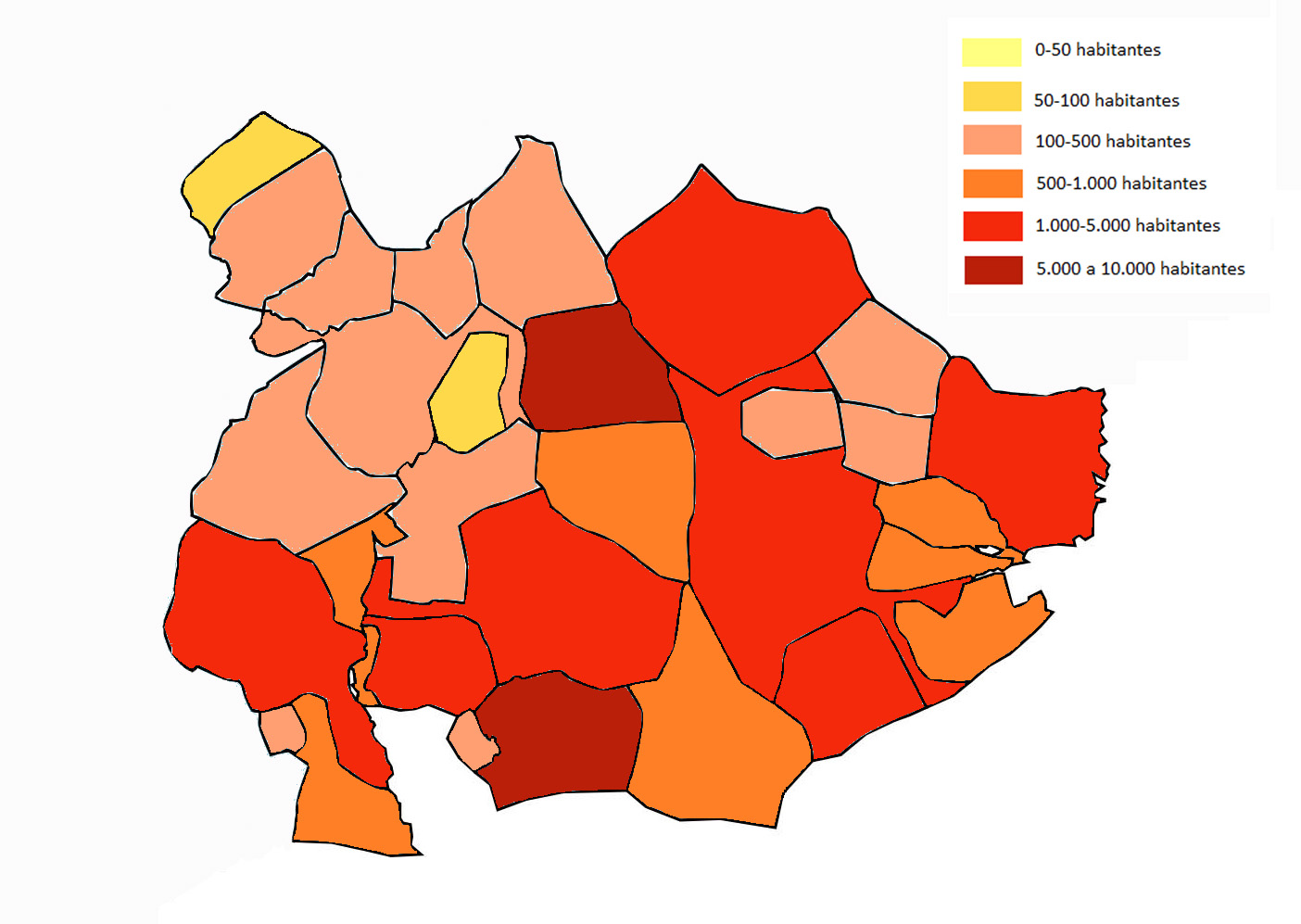
Distribución de la población por municipios en la Manchuela conquense

La Manchuela conquense es una comarca de municipios de tamaño medio-grande en relación con la generalidad de los municipios conquenses y castellanos. Solo tres están por debajo de los 100 habitantes y nueve están por encima de los 1000 habitantes. Más de la mitad de los municipios tienen más de 500 habitantes, lo cual es bastante excepcional si lo comparamos con otras comarcas conquenses como Serranía Alta o Serranía Media-Campichuelo y Serranía Baja. A pesar de ello, desde la década de 2010 la comarca, al igual que tantos otros lugares de la España interior, se enfrenta al reto de la despoblación con una población cada vez más envejecida, el éxodo de muchos jóvenes a zonas urbanas ante la falta de perspectivas laborales y una disminución del número de nacimientos, entre otros. Desde el año 2010 la comarca ha perdido más de 4.000 habitantes, lo que es equivalente a la totalidad de la población del municipio de Iniesta.
La Manchuela conquense tiene una población de 37.886 habitantes, según el INE a fecha de 2021. Sus 5 localidades más pobladas son las siguientes:
|    | Nombre                | Población |
| -- | --------------------- | --------- |
| 1. | Quintanar del Rey     | 7616      |
| 2. | Motilla del Palancar  | 5964      |
| 3. | Iniesta               | 4355      |
| 4. | Casasimarro           | 3089      |
| 5. | Villanueva de la Jara | 2280      |

- Evolución demográfica de la Manchuela conquense (2000-2021)

| 2000   | 2001   | 2002   | 2003   | 2004   | 2005   | 2006   | 2007   | 2008   | 2009   |
| ------ | ------ | ------ | ------ | ------ | ------ | ------ | ------ | ------ | ------ |
| 38.150 | 38.331 | 38.685 | 39.049 | 39.585 | 40.361 | 40.565 | 40.566 | 41.662 | 42.235 |

| 2010   | 2011   | 2012   | 2013   | 2014   | 2015   | 2016   | 2017   | 2018   | 2019   |
| ------ | ------ | ------ | ------ | ------ | ------ | ------ | ------ | ------ | ------ |
| 42.310 | 42.521 | 42.157 | 41.003 | 39.771 | 39.112 | 38.398 | 38.168 | 38.060 | 37.874 |

| 2020   | 2021   |
| ------ | ------ |
| 37.989 | 37.886 |

## Economía
Su economía se basa principalmente en la agricultura (vid, cereal, olivo, azafrán) y en el champiñón (la Manchuela es la principal productora de champiñón de España). No obstante, se está desarrollando también la industria, sobre todo en Motilla del Palancar y Quintanar.

## Turismo
El turismo rural también se está abriendo camino en la Manchuela. Hay lugares de gran encanto como Villanueva de la Jara, Alarcón, el paraje de las hoces del Cabriel , el río Júcar, o Iniesta, entre otros.

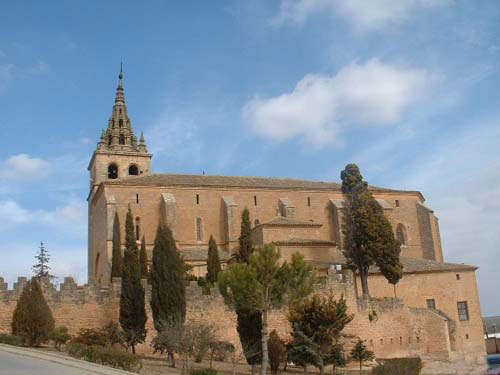
Iglesia parroquial de Ntra. Sra. de la Asunción, Villanueva de la Jara.

## Municipios
- La Diputación Provincial de Cuenca, en su división comarcal de la provincia de Cuenca, sitúa en la Manchuela a los municipios de: Alarcón, Buenache de Alarcón, Campillo de Altobuey, Casasimarro, Casas de Benítez, Casas de Guijarro, Castillejo de Iniesta, Gabaldón, Graja de Iniesta, El Herrumblar, Hontecillas, Iniesta, Ledaña, Minglanilla, Motilla del Palancar, Olmedilla de Alarcón, El Peral, La Pesquera, El Picazo, Pozorrubielos de la Mancha, Puebla del Salvador, Quintanar del Rey, Sisante, Tébar, Valhermoso de la Fuente, Valverdejo, Villagarcía del Llano, Villalpardo, Villanueva de la Jara y Villarta.[1]
- En la Asociación para el Desarrollo Integral de la Manchuela Conquense está excluido El Herrumblar, que pertenece a la mancomunidad de la Manchuela junto a 24 municipios albaceteños, y están agregados los municipios de: Almodóvar del Pinar, Enguídanos, Paracuellos y Pozoamargo.[2]
- En la Denominación de Origen Manchuela, dentro de la provincia de Cuenca, además de los anteriores, se encuentran los municipios de: Aliaguilla, Barchín del Hoyo, Cardenete, Chumillas, Garaballa, Graja de Campalbo, Landete, Mira, Narboneta, Piqueras del Castillo, Solera de Gabaldón, Talayuelas, Víllora y Yémeda. Están excluidos los municipios de Casas de Benítez, Casas de Guijarro, Pozoamargo y Sisante, que están incluidos en la Denominación de Origen La Mancha.[3]